# FC Universitatea Cluj
Asociația Sportivă Fotbal Club Universitatea Cluj, cunoscut sub numele de Universitatea Cluj, sau pe scurt „U” Cluj, este un club de fotbal profesionist din Cluj-Napoca, România, ce evoluează în prezent în SuperLiga României. Poreclit Șepcile roșii, a fost fondat în noiembrie 1919 de către Societatea Sportivă a Studenților Români Universitari din Cluj, al cărei președinte era doctorul Iuliu Hațieganu.
Participând în prima divizie încă de la introducerea sistemului divizionar în 1932, clubul și-a petrecut mai bine de jumătate din istorie jucând în primul eșalon, însă nu a câștigat niciodată titlul național. Cea mai bună performanță o reprezintă finala chiar din acel sezon, 1932-1933, pentru titlul de campioană, pierdută însă în fața echipei Ripensia Timișoara. A jucat șase finale ale Cupei României, câștigând trofeul în sezonul 1964–65 după o victorie cu 2–1 în fața lui Dinamo Pitești, actuala Argeș Pitești. În consecință, echipa s-a calificat în prima ei competiție europeană, Cupa Cupelor 1965-1966, acolo unde a fost eliminată în runda a doua de către Atlético Madrid.
Culorile clubului, alb și negru, au fost alese de Mihai Tripa și Andrei Suciu, studenții care au achiziționat primul echipament pentru echipă. Încă de la înființare, Studenții își desfășoară meciurile de acasă pe stadionul din parcul central al orașului. A făcut excepție doar perioada 1940-1945, când clubul s-a mutat la Sibiu din cauza Dictatului de la Viena. Odinioară considerată cea mai importantă formație din regiunea Transilvaniei, statutul ei a fost amenințat în secolul XXI de succesul lui CFR Cluj, cu care dispută Derbiul Clujului.

## Istoric

### Perioada interbelică (1919-1939)

„U” Cluj în 1920

În anul 1919 societatea academică a studenților români „Petru Maior” din Budapesta și-a mutat sediul la Cluj, odată cu ea venind aici și organizația ei sportivă. Afluența mare a tineretului dornic de a urma studiile la Cluj a impus înființarea unei „Cetăți universitare”, în cadrul căreia a fost proiectat un Institut de Educație Fizică. Odată cu venirea toamnei, în presa clujeană au apărut articole care îndemnau studenții să participe la înființarea Clubului Sportiv Universitatea. La prima consfătuire avută loc în sala Prefecturii, au participat peste 100 de fotbaliști. După mai multe întruniri, s-a format comitetul de conducere și în scurt timp au început primele antrenamente. La 16 mai 1920 s-a disputat primul meci oficial la Arad, cu Gloria. Universitatea a învins cu 3-1, golurile clujenilor fiind marcate de Eugen Crâsnic, Sabin Târla si Sabin Vățianu.
În prima parte a activității competiționale, „U” a participat în formula predivizionară a Campionatului Național, calificându-se de patru ori în turneul final: 1923-1924, 1924-1925, 1926-1927, 1929-1930. În 1923, Universitatea efectuează un turneu internațional, clujenii jucând cu câteva din cele mai importante echipe din Franța, Italia și Iugoslavia: 0-5 Stade Française (campioana Franței), 4-2 cu Lyon, 3-0 cu Grenoble Étudiant Club, 0-1 cu Politehnica Torino și 1-2 cu HASK Zagreb (campioana Iugoslaviei).

Ripensia Timișoara și „U” Cluj înaintea finalei Cupei României din 1934

Începând din 1932, odată cu organizarea campionatului în sistemul divizionar, activează în prima divizie. Chiar din prima ediție, 1932-1933, reușește să ocupe locul 2 în clasamentul general, fiind învinsă în finala seriilor de Ripensia Timișoara. Anul următor s-a clasat doar pe al treilea loc în seria a II-a, dar a disputat finala Cupei României cu Ripensia Timișoara (0-5). Au urmat câțiva ani cu evoluții oscilante, iar din 1938 „U” Cluj joacă în Divizia B timp de 2 ani.

### În al doilea război mondial (1940-1945)

„U” Cluj în bejenie

În 1940 clubul „U” a fost nevoit să își mute temporar reședinta la Sibiu, din cauza Dictatului de la Viena, care a hotărât cedarea unei părți din Transilvania Ungariei horthyste. La ordinul ministrului Apărării Naționale, studenților de la Cluj li s-a pus la dispoziție localul cazarmei "Avram Iancu" și al Școlii Speciale de Cavalerie din Sibiu. Pe lânga hrana primită la internatul unde erau cazați, fotbaliștii au învățat să-și procure surse suplimentare de hrană, prinzând pește cu mâna pe malul Cibinului. Prada era dusă la restaurantul „Răscruci”, care le oferea, la schimb, mâncare gătită. Deși „U” nu-și câștigase dreptul de a evolua în prima divizie, Federația Română de Fotbal a decis să suplimenteze numărul de locuri în Divizia A, de la 12 la 13, pentru a sprijini moral echipa clujeană aflată departe de casă. În 1942 „U” Cluj ajunge pentru a 2-a oară în finala Cupei României însă pierde în fața echipei Rapid București. Un episod deosebit al bejeniei a fost compunerea primului cântec dedicat unei echipe de fotbal din România. Compozitorii - Nelu Brateș, Seva Ivanov, Relu Constantinescu și Mircea Olteanu - au format o trupă care a rămas cunoscută sub numele de Zombby. Lansarea oficială a „imnului-marș” a avut loc la Teatrul Național din Sibiu, în fața unei săli arhipline.

### Perioada postbelică (1945-1989)

„U” Cluj în 1965, după câștigarea Cupei României

În perioada 1946-1976 „U” a activat cu 2 excepții, 1950 si 1957-1958, când a retrogradat în eșalonul secund, numai în prima divizie. În acest interval de timp, când, între 1950-1967, a purtat numele de Știința a ocupat locuri fruntașe în clasament: locul 4 în sezoanele 1960-1961, 1962-1963 și locul 3 în sezonul 1971-1972, la egalitate de puncte cu locul 2. „U” pierde o nouă finală de Cupa României în sezonul 1948-1949, în fața CSCA București.
Anul 1965 poate fi considerat unul de referință în istoria clubului universitar. Echipa de tineret a caștigat titlul național, Mihai Adam a devenit golgheterul României iar echipa de seniori condusă de Andrei Sepsi și Robert Cosmoc a câștigat Cupa României, aceasta fiind cea mai mare performanță a clubului până în prezent. Finala jucată cu Dinamo Pitești s-a terminat cu scorul de 2-1, golurile studenților fiind înscrise de doi jucători emblemă ai lui „U”: Remus Câmpeanu și Zoltan Ivansuc. În 1976 „U” retrogradează în Divizia B, unde joacă până în 1979 când echipa antrenată de Petre Moldoveanu promovează în Divizia A. După 3 ani a retrogradat din nou, revenind dupa alți 3 ani în Divizia A, în 1985. De data aceasta echipa era sub conducerea lui Remus Vlad, care preluase echipa în 1984. 

### Perioada post-decembristă (1990 - prezent)
Clasările din anii următori nu au fost deloc mulțumitoare iar „U” retrogradează în 1991 în Divizia B. Anul următor revine în prima divizie sub comanda lui Ioan Sdrobiș.

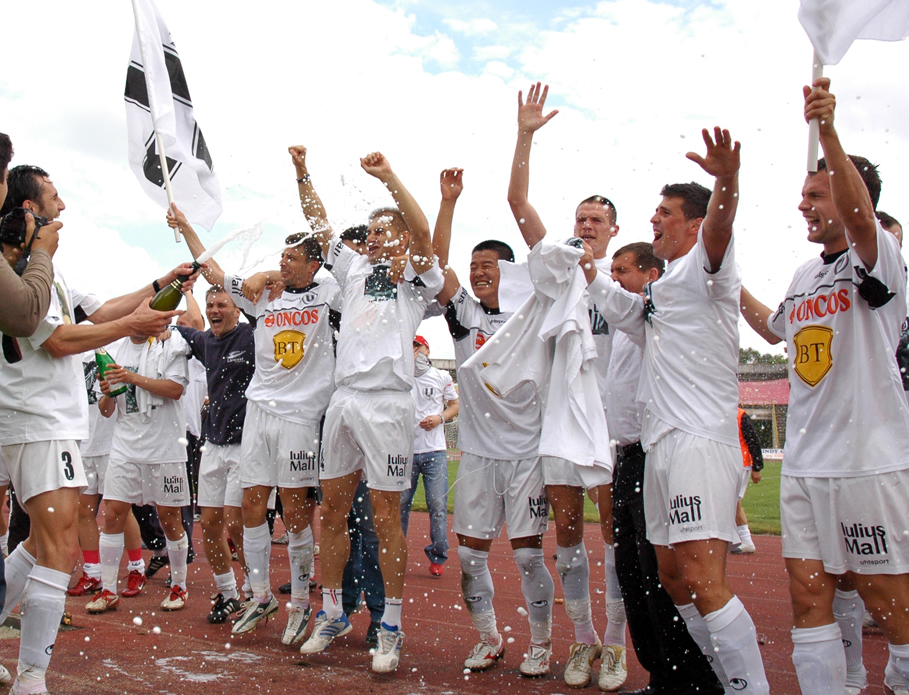
Jucătorii de la „U” Cluj sărbatorind promovarea în Liga I în 2007

În anul 1998, după ruptura produsă între club și sponsorul principal Banca Dacia Felix, urma să înceapă cea mai neagră perioadă a istoriei șepcilor roșii. „U” a terminat pe locul 13 sezonul 1997-1998 evitând în extremis retrogradarea în liga secundă. Inevitabilul avea să se întâmple însă anul următor, când „U” a retrogradat în Liga a II-a. A fost un sezon în care „U” a avut cea mai proastă apărare, încasând 92 de goluri, și cel mai slab atac, reușind să înscrie de doar 19 ori. Majoritatea jucătorilor au părăsit echipa, iar „U” a început sezonul 1999-2000 cu o formație încropită, fapt ce a dus la prima retrogradare în Divizia C. La club este adus fostul internațional Ioan Ovidiu Sabău, care debutează astfel în cariera de antrenor. Universitatea promovează la pas în Divizia B, dar Sabău pleaca fiind nemulțumit că nu a avut sprijinul orașului în realizarea unei echipe noi, cu spirit profesionist. În anul 2004 a fost adus la echipă experimentatul tehnician Ion Marin. Acesta nu a reușit obținerea unor rezultate notabile și a fost înlocuit cu Leo Grozavu. În sezonul 2004-2005 Universitatea Cluj a ratat la limită promovarea în prima ligă, ocupând în final ultimul loc pe podium, la distanță de 1 punct de poziția ce asigură prezența la baraj. Salvarea echipei avea să vină în sezonul următor de la Adrian Falub care, aflat la prima sa experiență ca antrenor, a reușit promovarea îndelung așteptată de șepcile roșii.
În 2016 echipa a intrat în faliment, Florian Walter cedând către Primăria Cluj mărcile clubului fondat în 1919. Tot în 2016, echipa a fost refondată cu concursul universităților din orașul Cluj-Napoca și finanțată din cotizațiile suporterilor săi, sub numele „ACSF Alb-Negru al Studenților Clujeni”. Noua echipă a fost înscrisă în Liga a IV-a, pe care a câștigat-o din primul sezon și și-a trecut în palmares și faza județeană a Cupei României. A promovat în liga a III-a după o dublă victorie cu 14–0 contra campioanei județului Maramureș, FC Lăpușul Târgu Lăpuș. În sezonul următor, echipa a putut să-și reia denumirea de „FC Universitatea Cluj”. În sezonul 2017–2018, Universitatea Cluj a pornit și cu o finanțare de 400.000 de euro din partea autorităților locale și a reușit din primul an promovarea în Liga II. În Cupa României, echipa a reușit să acceadă în optimile de finală ale competiției, unde a fost învinsă de echipa de Liga I Dinamo București la penaltiuri.
La revenirea în Liga a II-a, Studenții au avut un parcurs excelent, de 19 meciuri consecutive fără înfrângere, ceea ce i-a îndreptățit să spere la promovarea directă în prima ligă. U Cluj a terminat sezonul pe locul 3, la 5 puncte în spatele formației de pe locul 2, Academica Clinceni. Locul 3 însemna barajul de promovare/menținere în prima ligă contra lui FC Hermannstadt. După 0–2 în tur, și 1–0 în retur (1–2 la general), Clujenii au ratat revenirea în Liga I. Deși așteptările erau mari pentru „U”, în următorul sezon, după 23 de etape, echipa a adunat doar 27 puncte, aflându-se la doar două poziții peste locurile retrogradabile. În martie 2020, sezonul a fost suspendat din cauza pandemiei de COVID-19, iar pentru „U” urma încă un sezon în Liga a II-a. Obiectivul promovării pentru noul sezon părea și mai greu de atins având în vedere competitivitatea ridicată din campionat cu echipe precum: FC U Craiova 1948, Rapid București, Politehnica Timișoara, Farul Constanța, Petrolul Ploiești etc. După 19 etape, echipele erau repartizate, pe baza clasamentului, în play-off-ul de promovare, sau play-out-ul de retrogradare, în play-off intrând doar primele 6 echipe. U Cluj a terminat sezonul regulat pe locul 11, cu 29 de puncte acumulate, la 3 puncte distanță de locul 6, însemnând încă o promovare ratată în prima ligă. Promovarea a fost reușită în cele din urmă la finalul sezonului 2021–2022, sub comanda antrenorului Erik Lincar. Deși în play-off promovarea părea pierdută după înfrângerea cu 1–2 pe teren propriu în fața Unirii Slobozia, echipa a avut șansa unui baraj în care a întâlnit echipa FC Dinamo București, aflată într-un puternic declin și în insolvență, și pe care U Cluj a învins-o cu 3–1 la general (2–0 pe teren propriu, 1–1 în deplasare).

## Culori și stemă
| Nume                                                | Perioada          |
| Societatea Sportivă a Studenților Universitari Cluj | 23 nov. 1919–1940 |
| Universitatea Cluj-Sibiu                            | 1940–1945         |
| Știința Cluj                                        | 1946–1948         |
| CSU Cluj                                            | 1948–1950         |
| Știința Cluj                                        | 1950–1966         |
| Universitatea Cluj                                  | 1966-1994         |
| FC Universitatea Cluj                               | 1994–2015         |
| ACS Alb-Negru al Studenților Clujeni                | 2016–2017         |
| AS FC Universitatea Cluj                            | 2017–prezent      |

La 14 mai 1920, cu 2 zile înaintea startului primului meci din istoria echipei, a sosit tocmai de la Praga primul echipament complet, în culorile studențești tradiționale pe plan mondial, alb-negru în dungi, un rând de ghete de crom, toate procurate de Mihai Tripa și Andrei Suciu, ambii studenți la Politehnica din capitala Cehiei. În condițiile grele din acea perioadă, cei doi au avut mare noroc că au găsit de vânzare echipament în aceste culori. De-a lungul anilor, acest model de echipament a fost păstrat. Totuși, dificultățile financiare prin care a trecut clubul, au impus în unele ocazii folosirea altor culori decât cele tradiționale.

Stema veche stilizată

În 2007, după promovarea în primul eșalon fotbalistic, a fost încheiat un contract cu firma de echipament sportiv Diadora. S-a revenit astfel la tricourile alb-negre în dungi, după o perioada în care „U” Cluj a jucat în alb complet. În luna iulie a anului 2008 clubului clujean a semnat un contract pe o perioadă de trei ani cu firma Lotto.
Până în anii '90 „U” Cluj nu a avut o stemă propriu-zisă, însă simbolul „U” nu a lipsit de pe tricourile studenților decât în perioada în care clubul s-a numit Știința. În 1994, o dată cu transformarea echipei de fotbal într-un club profesionist, a fost aleasă noua stemă. Aceasta imita echipamentul tradițional al echipei, având așezată în centru eterna vocală: „U”. Stemei i-au fost aduse mai târziu mici modificări dar în linii mari modelul a rămas același. Actuala stemă a fost adoptată în 2007 și conține pe lângă nelipsitul „U”, anul înființării echipei: 1919. În aprilie 2008, marca „U” a fost înregistrată la Oficiul de Stat pentru Invenții si Mărci, asigurându-și astfel drepturile asupra siglei, culorilor și denumirii echipei de fotbal.

## Statistici

Poziția ocupată de "U" Cluj în campionatul României între 1933-2017.

Din 1933 până în 2024, a jucat 58 de sezoane în Superliga României, 25 în Liga a II-a, 2 sezoane în Liga a III-a și un sezon în Liga a IV-a. „U” Cluj ocupă locul 6 în clasamentul victoriilor obținute în Superliga României(578), tot 6 în clasamentul egalurilor(366) și primul loc în cel al înfrângerilor(744).
În Cupa României, „U” Cluj a fost oprită de 5 ori în semifinale de Ripensia Timișoara în 1936, Flamura Roșie Arad în 1953, Steaua București în 1971, Gloria Bistrița în 1994 și Petrolul Ploiești în 1995. Finala a piedut-o de 5 ori în detrimentul echipelor Ripensia Timișoara în 1934, Rapid București în 1942, CSCA București în 1949, Steaua București în 2015 și Sepsi Sfântu Gheorghe în 2023. „U” Cluj a câștigat o singură dată finala Cupei României, în 1965 cu Dinamo Pitești.
„U” are puține prezențe în cupele europene. În sezonul 1965-1966 a participat în Cupa Cupelor, fiind eliminată de Atlético Madrid în optimile competiției. În sezonul 1972-1973 a părăsit Cupa UEFA după o înfrângere în fața bulgarilor de la Levski Sofia. Cupa UEFA Intertoto este ultima competiție europeană la care „U” Cluj a participat, terminând pe ultimul loc în grupa B.

## Palmares
| Competiții naționale | Competiții internaționale |
| Superliga României Vicecampioni(1): 1932-1933 Liga a II-a Campioni (6): 1950, 1957–58, 1978–79, 1984–85, 1991–92, 2006–07 Vicecampioni (3): 1939–40, 1983–84, 2009–10. Liga a III-a Campioni (2): 2000–01, 2017–18 Campionatul Regional de Fotbal al României Campioană (7): 1923-24, 1924-25, 1926-27, 1929-30, 1930-31, 1931-32, 1941-42* Vicecampioni (3): 1925-1926, 1927-1928, 1930-1931 Liga a IV-a Cluj Campioni (1): 2016–17 Cupa României Câștigătoare (1): 1964-1965 Finalistă (5): 1933-1934, 1941-1942, 1948-1949, 2014-2015, 2022-2023 Cupa României – Faza Județeană Cluj Câștigătoare (1): 2017-2018 Cupa Ligii României Finalistă (1): 1997-98 | Cupa Cupelor - Optimi de finală (1): 1965-1966 Cupa UEFA - Turul I (1): 1972-1973 Cupa UEFA Intertoto - Grupe (1): 1995-1996 |

* Sezon neoficial.

## FC Universitatea Cluj în cupele europene
| Cupa Cupelor 1965-1966                |     |                    |
| Turul 1                               |     |                    |
| Wiener Neustädter                     | 0-1 | Știința Cluj       |
| Știința Cluj                          | 2-0 | Wiener Neustädter  |
| Turul 2                               |     |                    |
| Știința Cluj                          | 0-2 | Atlético Madrid    |
| Atlético Madrid                       | 4-0 | Știința Cluj       |
| Cupa UEFA 1972/1973                   |     |                    |
| Turul 1                               |     |                    |
| Știința Cluj                          | 4-1 | Levski Sofia       |
| Levski Sofia                          | 5-1 | Știința Cluj       |
| Cupa UEFA Intertoto 1995              |     |                    |
| Faza Grupelor                         |     |                    |
| HB Torshavn                           | 0-0 | Universitatea Cluj |
| Universitatea Cluj                    | 0-1 | Tromsø             |
| Germinal Ekeren                       | 4-1 | Universitatea Cluj |
| Universitatea Cluj                    | 2-3 | Aarau              |
| Cupa UEFA Conference League 2025/2026 |     |                    |
| Turul 2 preliminar                    |     |                    |
| Ararat Armenia                        | 0-0 | Universitatea Cluj |
| Universitatea Cluj                    | 1-2 | Ararat Armenia     |

### Tineret
- Campionatul României
  - locul 1 (1962-1963, 1970-1971, 1971-1972)

### Juniori
- Campionatul României
  - locul 1 (1955, 1956, 1964-1965, 1966-1967, 1968-1969, 1971-1972, 1973-1974, 2000-2001)

## Stadion

### Stadionul Orășenesc (1920-1960)

Stadionul Orașului în 1911

La 21 iulie 1908 atletul clujean Ștefan Somodi a obținut locul 2 la Olimpiada de la Londra. Având în vedere faptul că acesta se antrena prin curțile școlilor, edilii orașului Cluj au hotărât construirea unui stadion pe un teren din Parcul Orașului.
Prima tribună a stadionului orașului a fost construită din lemn și avea o capacitate de 1.500 locuri. Sub ea au fost amenajate vestiarele, dar și cămăruțe în care puteau locui fotbaliștii. Inaugurarea oficială a stadionului a avut loc în 1911, când o selecționată a Clujului învingea echipa Galatasaray Istanbul cu scorul de 8-1. După aproape 50 de ani, în 1960 tribuna din lemn a fost mutată la Câmpia Turzii, unde se află și în prezent.

### Stadionul Municipal-Ion Moina (1961-2011)

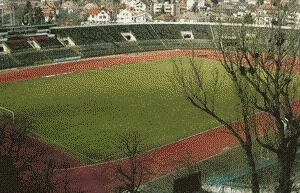
Stadionul Ion Moina.

În 1961 a fost inaugurat noul stadion, construit în formă de potcoavă, în cinstea echipei studențești ce folosea arena: „U”. Stadionul Municipal avea o capacitate de 28.000 locuri, clasându-se pe locul 3 în topul arenelor din România. Timp de 40 de ani nu s-a întamplat nimic deosebit cu stadionul redenumit „Ion Moina” la începutul anilor '90, exceptând poate inaugurarea pistei de atletism din tartan. În 2004 au început lucrările de renovare a arenei, însă au fost sistate de Cosiliul Județean Cluj în 2005, după ce se cheltuiseră 8 miliarde de lei vechi pentru consolidarea stâlpilor de susținere.
În vara anului 2007, ca urmare a promovării echipei în primul eșalon, autoritățile locale au fost nevoite să investească sume importante de bani pentru ca stadionul să poată găzdui meciuri de Superliga României, conform ultimelor directive FIFA și UEFA. Starea de degradare accentuată a structurii de rezistență a permis, ca un compromis, să se folosească doar 7.600 de locuri, dintre care 4.500 pe scaune, în primele 12 rânduri din tribuna I și peluză. S-au recondiționat tribuna oficială, vestiarele, sălile pentru presă, toaletele, astfel că în luna iulie 2007 stadionul a primit avizul Direcției de licențieri din cadrul FRF.

### Cluj Arena (2011-prezent)

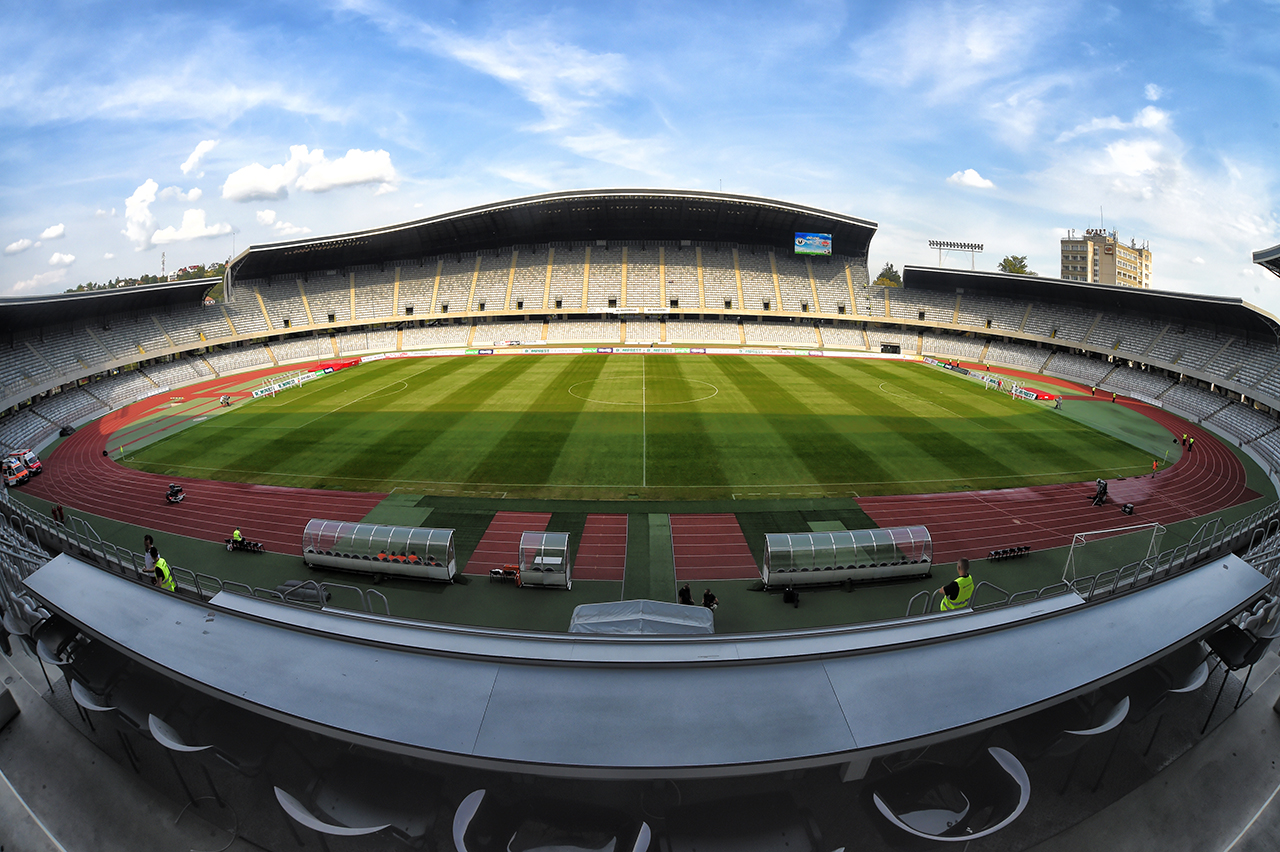
Cluj Arena în 2011

În luna februarie a anului 2008 Consiliul Județean Cluj a desemnat UTCN câștigătoare în licitația internațională organizată pentru proiectarea unui nou stadion. O societate din București a cerut și a obținut anularea licitației contestând incompatibilitatea a doi membri din comisia de licitație. În 13 iunie 2008 UTCN a fost desemnată din nou câștigătoare a celei de-a doua licitații, organizată în urma anulării celei dintâi. Proiectul realizat de UTCN prezenta la acea dată un stadion de 30.000 locuri, cu garaje subterane pe două nivele și un teren de atletism.
Procesul de demolare al vechii arene a început în noiembrie 2008 și a fost finalizat aproximativ 5 luni mai târziu. La 15 iulie 2009 au început lucrările de reconstrucție a noii arene. Inaugurarea stadionului a avut loc la 31 septembrie 2011. Acesta avea 30.335 de scaune, dintre care 629 pentru VIP - clasa business, 748 VIP - clasa standard, iar 87 de scaune VIP. Primele evenimente găzduite de Cluj Arena au fost o serie de concerte care au culminat cu cel al formației Scorpions. Primul meci disputat pe noua arenă a avut loc la 11 octombrie 2011 între Universitatea Cluj și Kuban Krasnodar.

## Jucători

### Lotul actual
La 16 august 2025.
| Nr. |                  | Poziție | Jucător               |
| --- | ---------------- | ------- | --------------------- |
|     | România          | A       | Vladislav Blănuță⁠(d)  |
|     | Coasta de Fildeș | F       | Jonathan Cissé        |
|     | România          | A       | Albert Hofman         |
|     | România          | P       | Andrei Gorcea⁠(d)      |
|     | România          | M       | Andrei Gheorghiță⁠(d)  |
|     | România          | M       | Dorin Codrea⁠(d)       |
|     | România          |         | Alexandru Chipciu     |
|     | Croația          | F       | Dino Mikanović⁠(d)     |
|     | Lituania         | P       | Edvinas Gertmonas⁠(d)  |
|     | Portugalia       | M       | Hildeberto Pereira⁠(d) |
|     | Senegal          | A       | Mamadou Thiam⁠(d)      |
|     | România          | M       | Andrei Artean         |
|     | Bulgaria         | P       | Plamen Iliev          |

| Nr. |            | Poziție | Jucător                 |
| --- | ---------- | ------- | ----------------------- |
|     | România    | M       | Iulian Cristea          |
|     | România    | M       | Ovidiu Bic⁠(d)           |
|     | România    | F       | Gabriel Simion          |
|     | Italia     | M       | Alessandro Murgia⁠(d)    |
|     | România    | M       | Răzvan Oaidă            |
|     | Slovacia   | M       | Andrej Fábry⁠(d)         |
|     | România    | F       | Alin Toșca              |
|     | Elveția    | F       | Jasper van der Werff⁠(d) |
|     | România    | M       | Dan Nistor              |
|     | Portugalia | M       | Miguel Silva⁠(d)         |
|     | Brazilia   | M       | Roger                   |
|     | Tunisia    | A       | Adel Bettaieb⁠(d)        |

### Jucători împrumutați
| Nr. |         | Poziție | Jucător                             |
| --- | ------- | ------- | ----------------------------------- |
|     | România |         | Iustin Neacșu⁠(d) (la Oțelul Galați) |

### Jucători importanți

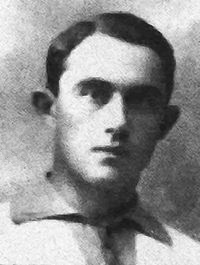
Aurel Guga

Mulți jucători pot fi considerați importanți în istoria Universității Cluj. În 2007 revista suporterilor a întocmit o echipă ideală, formată din cei mai însemnați fotbaliști care au jucat la „U” de-a lungul istoriei. În poartă a fost ales Andrei Sepsi, jucător care a apărat buturile României la Balcaniada din 1933, neprimind nici un gol. În centrul apărării au fost selecționați Lazăr Sfera, component al echipei care a ocupat locul 2 în sezonul 1932-1933 și Mircea Luca, jucător ce a trecut prin greutățile bejeniei la Sibiu. Dan Anca, fotbalist ce a îmbrăcat de 318 ori tricoul alb-negru în prima ligă și Remus Câmpeanu unul din câștigătorii cupei din 1965 au fost poziționați pe flancurile apărării. Tot pe flancuri, dar pe posturile de mijlocași, au fost aleși Zoltan Ivansuc, jucător curtat insistent de Real Madrid în anii 60 și Răzvan Cociș, component de bază al actualei echipe naționale. Foștii internaționali Ioan Ovidiu Sabău și Grațian Sepi au fost propuși pentru posturile de mijlocaș la închidere, respectiv coordonator de joc. În atac au fost introduși Mihai Adam, cel mai prolific atacant al Universității din toate timpurile și Aurel Guga, căpitanul echipei naționale în primul meci oficial, 2-1 cu Iugoslavia.

## Echipa tehnică

### Istoria antrenorilor
În funcție de când au devenit antrenori la Universitatea Cluj:
- 1933  Adalbert Molnár
- 1934  Otto Eckhardt
- 1935  Iosif Kovács
- 1937  Adalbert Kovács
- 1937  Ferenc Nyúl
- 1938  I. Szaniszló
- 1941  Vasile Gain
- 1944  Maeltus
- 1946  Nicolae Kovacs
- 1947  Nicolae Munteanu
- 1948  Ștefan Cârjan
- 1949  Andrei Sepsi
- 1952  Ștefan Kovacs
- 1954  Victor Panovschi
- 1955  Iosif Jeszenszki
- 1955  Petre Rădulescu
- 1958  Vintilă Mărdărescu
- 1959  Mircea Luca
- 1961  Constantin Rădulescu
- 1961  Constantin Cârstea
- 1964  Robert Cosmoc
- 1966  Eugen Mladin
- 1968  Constantin Teașcă
- 1970  Silviu Avram
- 1970  Vasile Băluțiu
- 1971  Ștefan Onisie
- 1975  Gheorghe Neta
- 1975  Paul Popescu
- 1978  Petre Moldoveanu
- 1979  Teodor Pop
- 1979  Gheorghe Staicu
- 1981  Angelo Niculescu
- 1985  Remus Vlad
- 1989  Cornel Dinu
- 1989  Dan Anca
- 1990  Ștefan Sameș
- 1990  Ion Ciocan
- 1990  Vasile Iordache
- 1991  Ioan Sdrobiș
- 1993  Alexa Uifăleanu
- 1993  Iosif Cavai
- 1993  Silviu Stănescu
- 1994  Ioan Andone
- 1995  Tiberiu Poraczky
- 1997  Adrian Coca
- 1997  Cornel Țălnar
- 1998  Petre Gigiu
- 1999  Mircea Cojocaru
- 2000  Ioan Ovidiu Sabău
- 2001  Stelian Gherman
- 2002  Ilie Lazăr
- 2003  Ion Marin
- 2004  Leontin Grozavu
- 2006  Adrian Falub
- 2007  Gheorghe Mulțescu
- 2008  Alpár Mészáros
- 2008  Dorinel Munteanu
- 2009  Gheorghe Mihali
- 2009  Dorinel Munteanu
- 2009  Carmelo Palilla
- 2009  Cornel Țălnar
- 2009  Cristian Dulca
- 2010  Marian Pană
- 2010  Claudiu Niculescu
- 2011  Ionuț Badea
- 2012  Claudiu Niculescu
- 2012  Cristian Dulca
- 2012  Marius Popescu
- 2012  Marius Șumudică
- 2013  Ioan Viorel Ganea
- 2013  Gheorghe Barbu
- 2013  Mihai Teja
- 2014  George Ogăraru
- 2015  Adrian Falub
- 2015  Marius Popescu
- 2015  Mihai Teja
- 2016  Călin Sălăgean
- 2016  Marius Popescu
- 2017  Adrian Falub
- 2018  Adrian Falub
- 2019  Bogdan Lobonț
- 2020  Costel Enache
- 2021  Costel Enache
- 2021  Erik Lincar
- 2022  Erik Lincar
- 2022  Eugen Neagoe
- 2023  Ioan Ovidiu Sabău

## Suporteri

### Istorie

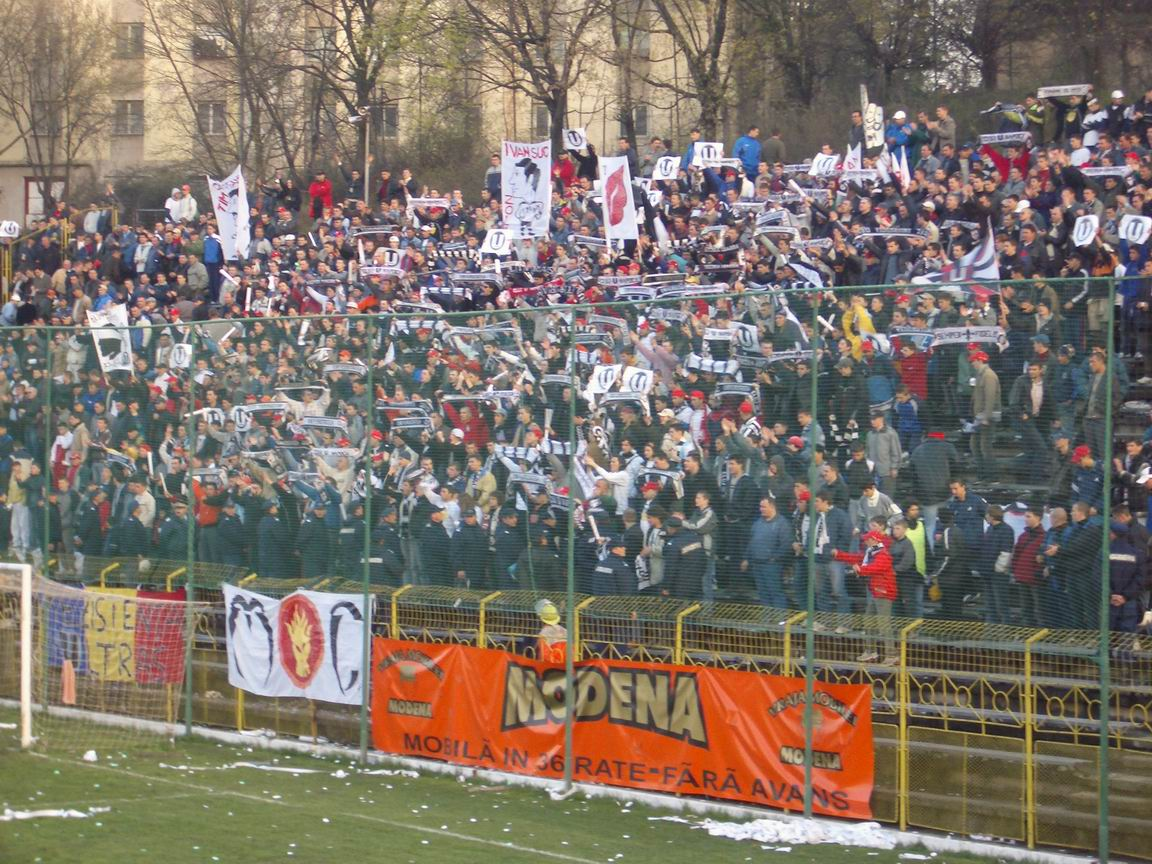
Galeria echipei la un meci de divizia B

Atât suporterii cât și jucătorii echipei „U” Cluj sunt adeseori numiți Șepcile roșii, după șepcile purtate în trecut de studenții clujeni de la Facultatea de Medicină. Încă de la fondare, clubul a avut numeroși simpatizanți. La 16 mai 1920 a avut loc prima deplasare a suporterilor, când un vagon de 80 de locuri, înțesat până la refuz de studenți, a pornit la Arad pentru a încuraja echipa în meciul cu Gloria Arad.

Prima galerie organizată a Universității Cluj a fost înființată în 1972, de un grup de studenți în frunte cu Gheorghe Florea, și se numea Amicii U. Un an mai târziu, același Gheorghe Florea a scris versurile unuia dinte cele mai frumoase cântece ale șepcilor roșii: Slavă ție studenție. Conducătorul clubului din acea vreme, Remus Câmpeanu, le-a pus la dispoziție suporterilor o sală în incinta Casei de Cultură a studenților, unde aceștia își puteau ține ședințele. Membrii galeriei aveau legitimații și plăteau o cotizație lunară. Banii proveniți din cotizație erau folosiți pentru a cumpăra șepci și fulare în culorile clubului. Fanii Universității își însoțeau constant echipa în deplasări, lucru rar întâlnit în rândul suporterilor anilor 70.

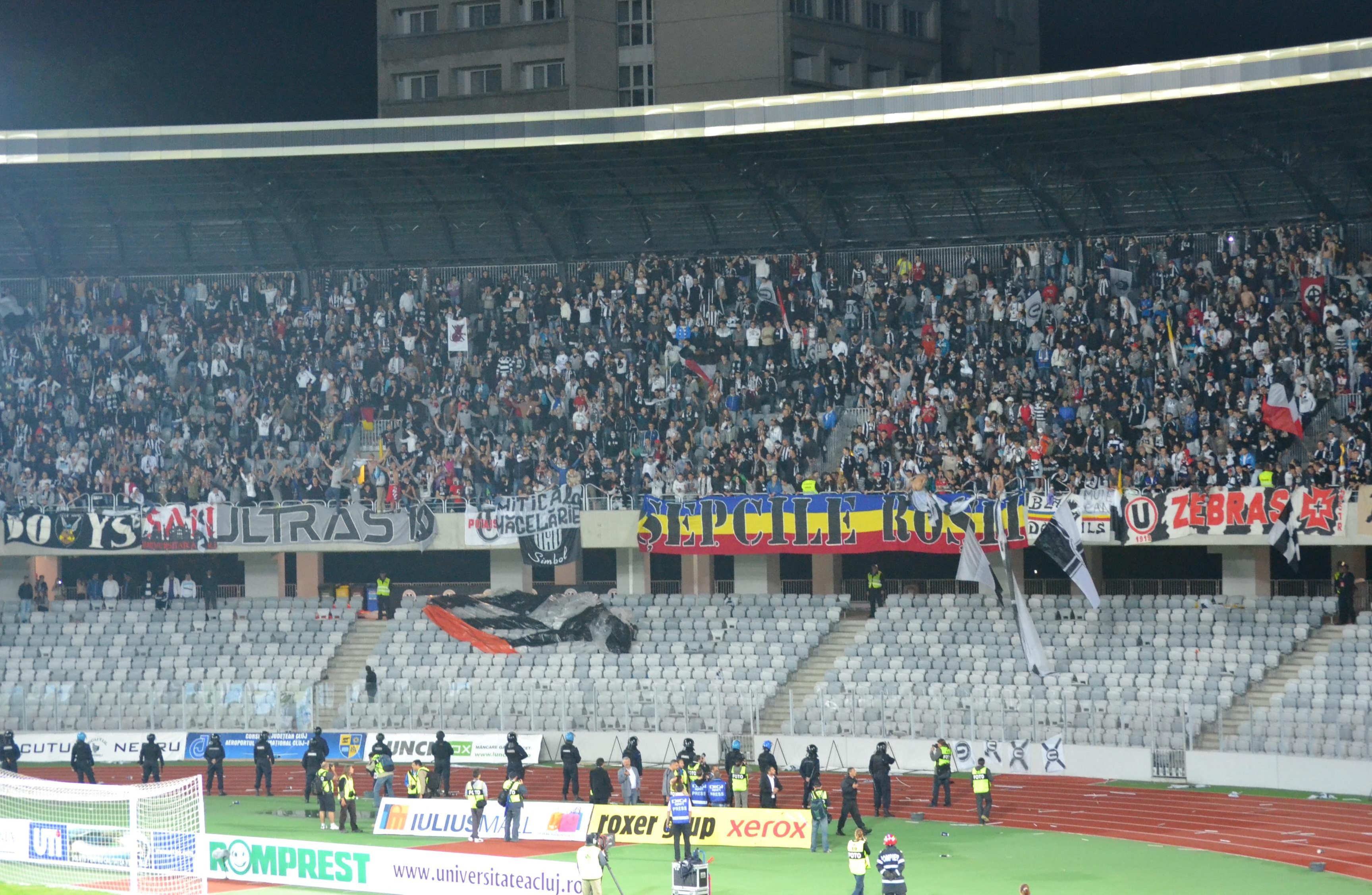
Galerie U CLUJ

La sfârșitul anilor '90, fenomenul ultras a început să pătrundă în peluza clujeană. Suporterii s-au împărțit în facțiuni ce aveau ca model grupările ultras din Italia. Vecchia Guardia '96, Ultra Curva Groapa '97 și Gruppo Centrale '99 au fost câteva din brigăzile care și-au așezat bannerul pe gard în acea perioadă. În 2002 a luat ființă brigada Gruppo Grigo '02, formată din suporteri proveniți din cartierul Grigorescu. În 2003 mai multe grupări din cartierul clujean Mănăștur s-au unit și au format Mănăștur Clan '03. Brigada număra circa 200 membri cu o medie de vârstă între 23-24 ani. Cele mai noi facțiuni care au apărut în galeria clujeană sunt: Ultras 19 '04, Fanatics '06,Black Devils '06,Boys '06 și Battaglione Gheorgheni '09.În 2012 suporterii au făcut o chetă în urma căreia s-au strâns 6600 de lei, bani care au fost dați jucătorilor, neplătiți de mai multe luni.
În 2012, membrii fostei brigăzi Ultras 19 '04 au format gruparea The few the proud the ultras '12. În anul 2019, o facțiune importantă a galeriei Universității, Ultra Curva Groapa '97 se desființează după ce un steag al acestora a fost capturat de fanii Petrolului. Tot în acest an, brigada Black Devils '06 dau un comunicat prin care își anunță retragerea. Toate aceste evenimente au dus la o reorganizare a peluzei impunadu-se o noua mentalitate care alaturi de entuziasmul dat de promovarea din 2022 au dus la o noua generatie care de exceptie a Peluzei Sepcile Rosii. In momentul actual gruparile sunt: Boys '06,Potaissa '08, PPS '10, Students '12, The Few The Proud The Ultras '12, Manastur '13, Gropari '12, Aiud '23, Baietii Ultra '25. Peluza are o stransa legatura cu Peluza Catalin Haldan si Peluza Sud Dinamo, ambele ale lui Dinamo Bucuresti , acestia sunt strans legati si de suporteri Jiului Petrosani si FC Brasov.

### Rivalitati

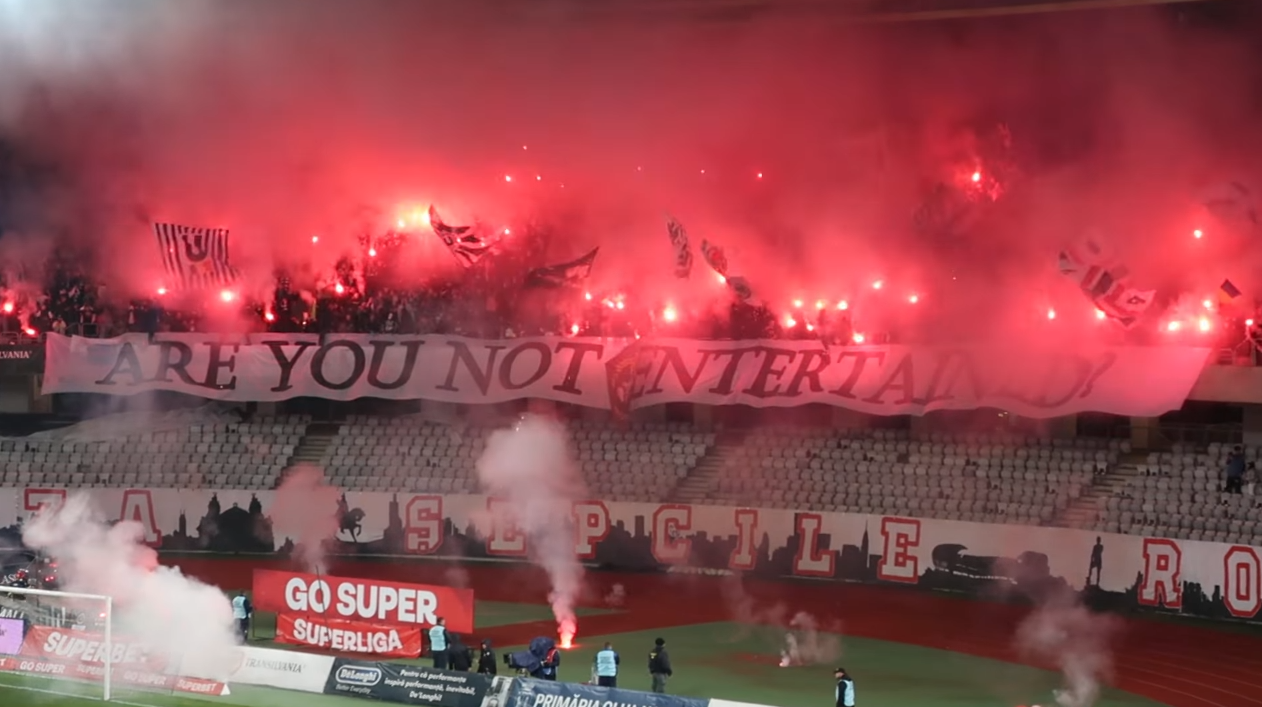
Peluza "Șepcile Roșii" la derby-ul cu CFR 1907 Cluj (23 octombrie 2022)

Șepcile roșii au o rivalitate acerba, pe plan local cu suporterii echipei CFR Cluj. Între cele două tabere au avut loc numeroase incidente soldate de cele mai multe ori cu răniți. Între cele două tabere au avut loc numeroase incidente, majoritatea soldându-se cu răniti. După ce a intrat în campionatul României, suporterii CFR Cluj, compusă în continuare din maghiari, a intrat în conflict cu cei ai Universității Cluj. Primul conflict major dintre cele două echipe a avut loc în 1924, când stadionul a fost evacuat din cauza unei încăierari între suporteri, într-un meci câștigat de Universitatea cu 2-1. După promovarea CFR Cluj în Divizia A în 1969 , rivalitatea a reaprins. În primele trei sezoane împreună în prima divizie, Universitatea a câștigat majoritatea jocurilor până în 1972, când au fost învinși cu 1-0. În sezonul 1975-76 din Divizia A, ambele echipe au retrogradat în Divizia B. În cele două sezoane pe care le-au avut împreună în divizia secunda a fotbalului romanesc, CFR Cluj a rămas neînvinsă, inclusiv în sezonul 1977-78 , când Universitatea a fost promovată, iar CFR a rămas în divizia a doua. Timp de peste 20 de ani, Universitatea a rămas predominant în Divizia A , în timp ce CFR a rămas în Divizia B.
În 2005 suporterii Universității Cluj au atacat chiar un grup de jucători ai echipei CFR Cluj care se aflau în cantonament la hotelul din apropierea stadionului Ion Moina.A doua cea mai notabilă rivalitate este cu Rapid București din cauza ciocnirilor serioase dintre suporteri din 2006, 2011, 2019. O altă galerie neagreată de fanii clujeni este cea a echipei Steaua București. In 2009 dupa meciul dintre U Cluj și Steaua a fost precedat de o bătaie generală între galeriile celor doua echipe în Parcul Central din Cluj-Napoca.Alte rivalități sunt Farul Constanța, UTA Arad, Petrolul Ploiești și Politehnica Timișoara .

## Cântece
| Haide „U” | Slavă ție studenție | În templul ce vibra odată | Primul pas pe stadion                                                                                                   |
| --- | --- | --- | --- |
| Suntem „U”-iștii Clujului iubit Uniți cu toții într-un avânt Pornim din nou cu sufletu-nfrățit La luptă cu un singur gând Haide, „U”! Haide, „U”! Haide, „U”! Ești simbolul tinereții studențești Haide, „U”! Haide „U”! Haide, „U”! Ești mândria unor inimi românești Noi luptăm (ca) să-nălțăm Prin avânt, voință, zâmbet și prin cânt Un trup nou... (braț de fier...) Suflet nou... (smuls din cer) Haide, „U”! Tempo „U”! Haide, „U”! Text: Ioan Brateș, Vsevolod Ivanov, Victor Constantinescu, Mircea Olteanu Muzică: Ioan Brateș | Slavă ție studenție, să ne fii mereu un scut. Numai datorită ție, Universitatea s-a născut. Noi avem acum un nume, cel mai frumos de pe pământ. Să-l cinstim cum se cuvine, fiindcă „U”-i un nume sfânt. E simbolul tinereții și al iubirii pe pământ. Haide „U” e imnul nostru să răsune pe pământ. Alb și negru-i steagul nostru ce-l vom înălța spre cer. Haide „U” e imnul nostru să răsune-n depărtări. Am jurat să fim alături de echipa ce-o iubim. Niciodată imnul nostru nu va pieri cât trăim. Text: Gheorghe Florea Adaptare: Gheorghe Florea, Dinu Popescu, Gabriel Gagiu, după simfonia a IX-a de Beethoven | În templul ce vibra odată La imnul unei mari iubiri Se-așterne de azi, încet, tăcerea Pe malul Somesului lin. Momente unice trăiam Strigînd mereu pe-același ton Ce-i pentru unii o vocală Iar pentru noi e un simbol. Din tot a mai rămas splendoarea A miilor de amintiri Care rămân mereu în inimi Și vor renaste din iubiri. Iubiri ce le purtăm în suflet, Printr-un simbol etern sublim Ce răutatea nu-l va șterge Căci lângă “U” mereu vom fi. | Primul pas pe stadion N-am să-l uit până am să mor Mii de oameni se-auzeau, Șepcile roșii cântau, Torțele se aprindeau. |

## Fotogalerie

Logo-uri vechi